# فيديو الزفاف
فيديو الزفاف هو فيلم من نوع كوميديا رومانسية أُصدر في 17 أغسطس 2012. الفيلم من توزيع Entertainment Film Distributors ‏، وهو من إخراج نايجل كول، أما السيناريو فكان من كتابة تيم فيرث.

## القصة
تقع أحداث الفيلم في إنجلترا.

## طاقم التمثيل
- مات بيري
- روبرت ويب
- دافني تشيونغ ‏
- جينا برامهيل [الإنجليزية]‏
- ميريام مارجولييس
- لوسي بانش
- هارييت والتر
- انجوس بارنيت [الإنجليزية]‏
- كلير كينغ [الإنجليزية]‏
- ألكسز زيجرمان
- روفوس هاوند
- Olegar Fedoro [الإنجليزية]‏
- كارا هورغان
- ايلا سميث
- سعاده دين
- جيفري نيولاند
- ميشيل قوميز
- كيري هوارد
- كيفن إلدون
- ناتالي والتر
- باري جاكسون

## الاستقبال

### الجوائز والترشيحات
رغم أن فيديو الزفاف لم يحقق حضوراً في مهرجانات كبرى أو قوائم جوائز رسمية، إلا أنه نال بعض التقدير من النقاد والمؤسسات البصرية:
- حصل على تقييم 67% في موقع Rotten Tomatoes استنادًا إلى 18 مراجعة، وهو يُصنّف ضمن أفلام الكوميديا البريطانية الجيدة بشكل عام Wikipedia.
- وصف جريدة Guardian الفيلم بأنه "كوميديا زفاف لطيفة وبلا تكلف، جذابة ومحبوبة" .
- حصل على تقييم 3 من 5 من Total Film، الذي اعتبر أداء رالف هاوند "واقعيًا وممتعًا" Wikipedia.

ملخص الجوائز / الترشيحات:
- لا توجد جوائز رسمية أو ترشيحات كبيرة.
- تلقي إشادات نقدية معتدلة من مصادر معروفة، دون رصد أي جائزة.

### الميزانية والإيرادات
لا يوجد تسجيل رسمي لميزانية إنتاج الفيلم، لكن فيما يخص الإيرادات، توفّرت الأرقام التالية:
- بلغ إجمالي الإيرادات العالمية حوالي 1,827,650 دولار أمريكي preview.boxofficemojo.com.
- حقق الفيلم في سوق المملكة المتحدة فقط 1,160,155 جنيه إسترليني وفقًا لتقارير التوزيع المحلي Wikipedia.

تحليل مالي مختصر:
- الإيرادات تُعتبر متواضعة مقارنةً بالإنتاجات الأكبر.
- عدم توفر بيانات واضحة عن الميزانية يصعّب تحليل الربحية، ولكن الأداء الطيب في السوق البريطانية يوحي بتغطية تكاليف الإنتاج على الأقل.

## وصلات خارجية
- فيديو الزفاف على موقع IMDb (الإنجليزية)
- فيديو الزفاف على موقع روتن توميتوز (الإنجليزية)
- فيديو الزفاف على موقع ألو سيني (الفرنسية)
- فيديو الزفاف على موقع Turner Classic Movies (الإنجليزية)
- فيديو الزفاف على موقع قاعدة بيانات الفيلم (الإنجليزية)
- فيديو الزفاف على موقع ليتربوكسد (الإنجليزية)
- فيديو الزفاف على موقع كينوبويسك (الروسية)